# Radio Singapore International
Radio Singapore International  (RSI), (en chinois : 新加坡国际广播电台, en malais : Pandangan dari Singapura) est la station de radio à diffusion internationale de Singapour. Elle émet en anglais, mandarin, malais et indonésien. La diffusion se fait en ondes courtes (fin prévue 1er août 2008) et par internet. La programmation a pour thèmes principaux l'actualité financière, économique et politique du monde, mais plus particulièrement de l'Asie du Sud-Est, ainsi que la culture, les voyages et les technologies. RSI émet pour la première fois le 1er février 1994.

## Quelques émissions
Parmi les émissions se trouvent :
- The Asian Journal : la vie politique et sociale de l'Asie ;
- Indonesian Media Watch : magazine sur la société indonésienne ;
- The Singapore Scene : magazine consacré à Singapour ;
- Discovering Singapore : émission cherchant à faire découvrir Singapour.